# クリストファー・バーチャル
クリストファー・バーチャル（Christopher Birchall, 1984年5月5日 - ）は、イングランドのスタッフォード出身で、元トリニダード・トバゴ代表の元サッカー選手。現役時代のポジションはMF。

## 経歴
トリニダード・トバゴ出身の母親とイギリス人の父親を持ち、本人はトリニダード・トバゴ代表を選択した。トリニダード・トバゴ代表の中では数少ない白人選手で、その美形から日本国内でも人気が急上昇した。
右足を利き足とするが、左足も右と同じように器用で相手を惑わせる。豊富な運動量でディフェンスからオフェンスまで幅広くプレーに絡み、シュートもどんどん撃っていくのが特徴。
2017年の現役引退後、しばらく表舞台から遠ざかっていたが、2024年にイングランドプロサッカー選手協会とプロ審判協会が主催する審判員育成プログラムに参加し、将来的に審判員を目指していることが明らかとなった。

## 所属クラブ
- ポート・ヴェイルFC 2001-2006
- コヴェントリー・シティFC 2006-2009.1

→  セント・ミレンFC (Loan) 2007
→  カーライル・ユナイテッドFC (Loan) 2008
- ブライトン・アンド・ホーヴ・アルビオンFC 2009
- ロサンゼルス・ギャラクシー 2009-2011
- コロンバス・クルー 2012
- ポート・ヴェイルFC 2013-2016
- キッズグローブ・アスレティックFC 2016-2017

## 代表歴

### 出場大会
- トリニダード・トバゴ代表
  - 2006 FIFAワールドカップ

### 試合数
- 国際Aマッチ 44試合 4得点（2005年-2013年）[2]

| トリニダード・トバゴ代表 | 国際Aマッチ | 国際Aマッチ |
| 年                       | 出場        | 得点        |
| ------------------------ | ----------- | ----------- |
| 2005                     | 14          | 2           |
| 2006                     | 11          | 2           |
| 2007                     | 0           | 0           |
| 2008                     | 6           | 0           |
| 2009                     | 5           | 0           |
| 2010                     | 0           | 0           |
| 2011                     | 3           | 0           |
| 2012                     | 0           | 0           |
| 2013                     | 5           | 0           |
| 通算                     | 44          | 4           |